# 利桑德羅·阿爾瓦拉多中西部大學

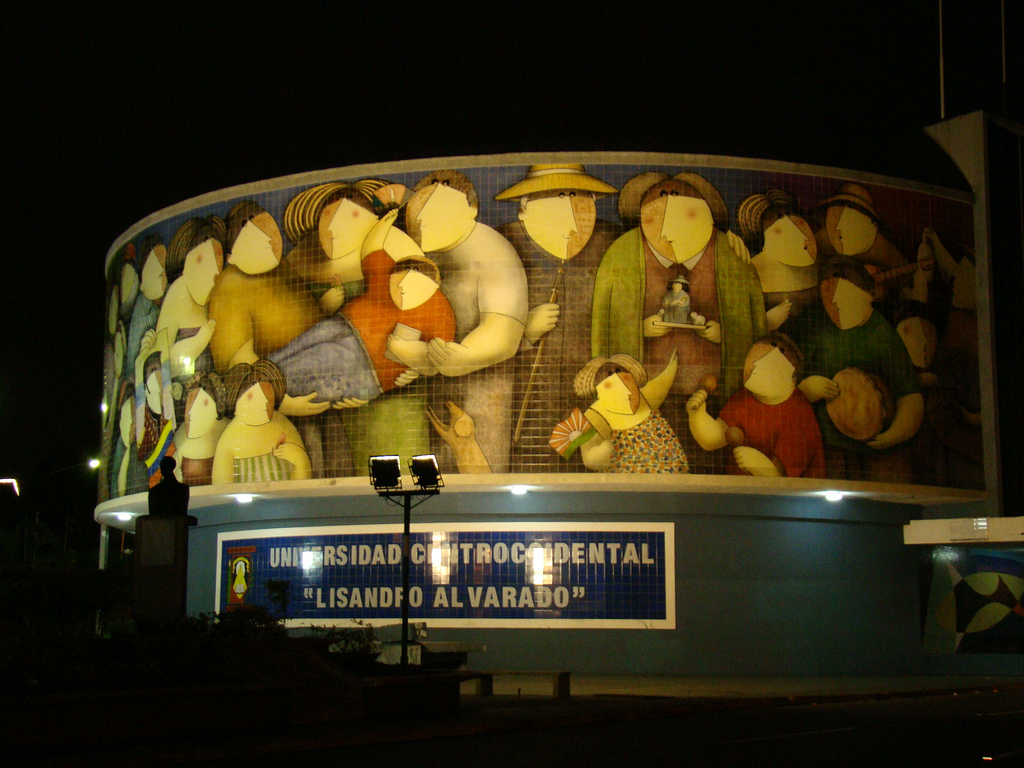
校內的馬賽克壁畫

利桑德羅·阿爾瓦拉多中西部大學（西班牙語：Universidad Centroccidental Lisandro Alvarado, UCLA）是委內瑞拉的一所公立大學，是中西部地區主要的公大學之一，創建於1962年9月22日，1979年起，學校以委內瑞拉學者利桑德羅·阿爾瓦拉多命名。其校園由7個校區構成，均位於拉臘州，總部位於巴基西梅托。

## 外部連結
- 官方网站